# Nikoloz Baratachvili
Pour les autres membres de la famille, voir Baratachvili.
Œuvres principales
Destin de la Géorgie (ბედი ქართლისა)

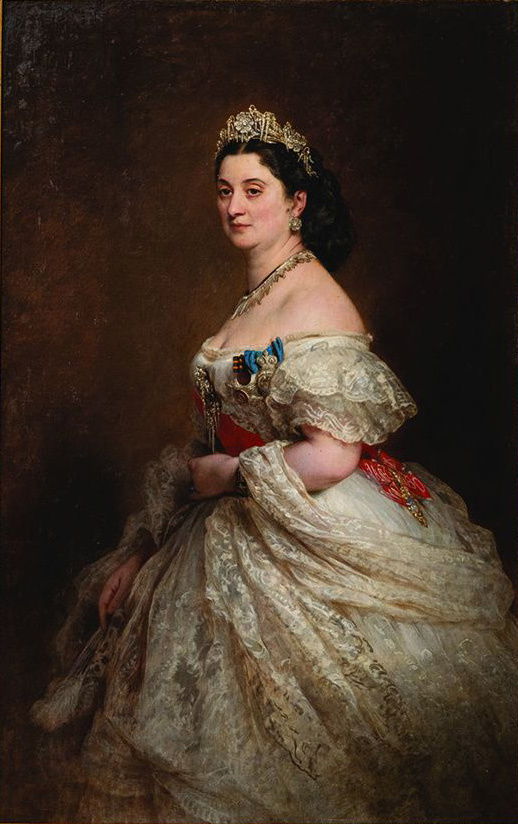
L'amour sans espoir de Baratachvili : Ekaterine Dadiani, princesse de Mingrélie, peinte par Franz Xaver Winterhalter.

Nikoloz Baratachvili (en géorgien : ნიკოლოზ ბარათაშვილი) (4 décembre 1817 - 21 octobre 1844) est un poète géorgien, l'un des premiers à allier le nationalisme moderne avec le romantisme européen et à introduire ces dimensions dans la littérature géorgienne. Malgré sa mort précoce et son héritage littéraire léger (moins de 40 brefs poèmes, un poème plus long, un peu de correspondance privée) il est considéré comme le sommet du romantisme géorgien.

## Biographie
Nik'oloz, surnommé Tato (ტატო), est né à Tiflis (Tbilissi), capitale de Géorgie, à l'époque également ville importante de la Transcaucasie russe. Son père, le prince Méliton Baratachvili (1795–1860), était un noble sans ressources qui travaillait pour l'administration russe. Sa mère, Ephemia Orbéliani (en) (1801–1849), est la sœur du général Grigol Orbéliani (en) et une descendante de l'avant-dernier roi de Géorgie, Erekle II.
Nikoloz achève ses études en 1835, dans un lycée pour nobles de Tiflis : il y avait été suivi par Solomon Dodachvili (en), patriote géorgien et philosophe libéral.
Sa vie correspond d'assez près à l'évolution de la noblesse géorgienne à l'époque : après l'échec de la conspiration anti-russe de 1832, ils vont se soumettre à l'autocratie russe et exprimer leurs aspirations dans la poésie. Le manque de moyens financiers empêche Nikoloz de se rendre dans les universités russes et son boitement lui interdit la carrière militaire. Il trouve une place dans la bureaucratie russe comme agent ordinaire dans la ville de Gandja (alors Elisavetpol en Azerbaïdjan). 
L'amour de sa vie, la princesse Ekaterine Chavchavadze, lui préféra David Dadiani, Prince de Mingrélie.
Nikoloz meurt de malaria à Gandja, sans avoir encore publié ses écrits, à 27 ans. 
C'est seulement la génération suivante des écrivains géorgiens qui redécouvre sa poésie et qui le publie à titre posthume, entre 1861 et 1876, pour en faire une véritable idole. Le transfert de sa dépouille de Gandja à Tbilissi en 1893 fut l'occasion d'une célébration nationale. Depuis 1938, ses restes sont déposés au Panthéon de Mtatsminda de Tbilissi.

## Œuvres
Pour entrer dans l'état d'esprit de Nikoloz, pas de meilleure clé que son poème historique Destin de la Géorgie (ბედი ქართლისა, bedi k'art'lisa; 1839), une lamentation sur les dernières mésaventures du pays. Il l'écrit à 22 ans, et le fonde sur des événements historiques : le sac de Tbilissi en 1795 par le chef perse Agha Mohammad Shah, devant la menace duquel le roi géorgien s'était résolu à s'appuyer sur l'Empire russe pour la sécurité de son royaume depuis le traité de 1783. Cependant, cette mise en scène n'est pas un simple retour sur le passé : à l'époque, le souvenir de l'échec de la révolte anti-russe de 1832 est bien présent. Dans son poème, Baratachvili présente le débat entre Erekle II et son chancelier Solomon Lionidzé, qui s'oppose au protectorat russe par peur de perdre l'identité nationale géorgienne. La femme de Lionidzé lui demande, dans une lamentation qui est devenue célèbre aux Géorgiens : « Quel plaisir le doux rossignol a-t-il de sa gloire si c'est en cage qu'il en jouit ? ». La sympathie du poète et du lecteur s'oriente vers Lionidzé, mais c'est la décision raisonnable du roi qui prévaut.
Pendant sa période créatrice relativement brève (1833–1845), Baratachvili montre une réflexion complexe sur l'art et les idées. Selon le britannique Donald Rayfield, Baratachvili « evolved a language all his own, obscure but sonorous, laconically modern, sometimes splendidly medieval, with pseudo-archaisms » (a développé un langage bien à lui, obscur mais sonore, laconiquement moderne, parfois splendidement médiéval, avec des pseudo-archaïsmes). 
Dans son poème plus ancien, Crépuscule sur Mtatsminda (შემოღამება მთაწმინდაზე, shemoghameba mt'ats'mindaze; 1833–1836), le lecteur peut sentir l'aspiration à être libéré des poids de la vie terrestre, et au contraire à être touché par des forces naturelles secrètes. 
Sa poésie amoureuse atteint son sommet à propose de son amour malheureux de la princesse Ekaterine Chavchavadzé, ce qui lui fait exprimer le sentiment de L'âme orpheline (სული ობოლი, suli oboli; 1839). 
Sans espoir de bonheur humain, il admire des figures historiques surhumaines comme Erekle II et Napoléon, selon lui au-delà de la joie et de la peine. On peut ainsi signaler L'esprit mauvais (სული ბოროტი, suli boroti; 1843), Pensée le long de la rivière Mtkvari (ფიქრი მტკვრის პირას, p'ik'ri mtkvris piras; 1837), et Pégase (მერანი, Merani; 1842). Ce dernier a été considéré par les poètes géorgiens suivants comme une vision mystique du futur. L'intelligence toute-puissante inspirée par la foi appelle le héros lyrique à se sacrifier sciemment pour ses frères. L'optimisme tragique qui s'y exprime rejoint l'esprit romantique : plein d'aspiration révolutionnaire, d'activité et d'expression de la vie. Pégase (Merani) est une œuvre remarquable du romantisme géorgien, tant du point de vue éthico-philosophique que sous l'aspect esthétique et artistique.

## Hommage
- Le pont Baratachvili, la place Baratachvili ainsi que la montée Baratachvili de Tbilissi sont nommés en l'honneur du poète, et sa statue y trône, dans le district central de la capitale[5].
- La revue de kartvélologie Bedi Kartlisa a été nommée d'après son poème.